# Whiteparish
Whiteparish est une paroisse civile et un village du Wiltshire, en Angleterre.